# Fender Mustang Bass
A Fender Mustang Bass a Fender hangszercég egyik elektromos basszusgitár modellje, melyet 1964-től napjainkig gyártanak. Eredetileg két változatban létezett: volt a Musicmaster Bass és az olcsóbb belépő szintű modell, a Bronco Bass, melynek teste és nyaka megegyezett a Mustang Bass-nál használt alkatrészekkel.
A Mustang szólógitár változatától eltérően a basszus kialakítás miatt a hangszer 30 inches skálahosszúsággal rendelkezik. A Precision Bass-hez hasonlóan a Mustang is két osztott, egytekercses (single-coil) hangszedőt alkalmaz, melyhez két tekerős potméter tartozik: egy hangerő, és egy hangszínszabályzó. A gitár sztenderd-színei a vörös és a fehér, testformája két bevágással rendelkezik, melyet a P-basstól örökölt.

## Külső hivatkozások
- Fender.com – Mustang Bass
- Squier Bronco Bass